# Щетинин, Василий Николаевич
Василий Николаевич Щетинин (1790 — не ранее 1849) — генерал-майор, участник русско-турецкой войны 1828—1829 года.

## Биография
Родился в 1790 году, происходил из старинного русского дворянского рода, известного с XVII века. В военную службу вступил в 1807 году в армейскую пехоту.
20 февраля 1821 года произведён в майоры 1-го карабинерного полка и 1 апреля того же года переведён в Новоингерманландский пехотный полк.
Принимал участие в русско-турецкой войне 1828—1829 годов и был награждён орденом св. Владимира 4-й степени с бантом.
В 1831 году получил чин полковника и находился в Польше, где сражался с повстанцами.
С 1836 года командовал Костромским егерским полком, 14 апреля 1840 года произведён в генерал-майоры. С 1841 года командовал 1-й бригадой 23-й пехотной дивизии. На военной службе числился до 1846 года.
В 1849 году Щетинин был жалован дипломом на потомственное дворянское достоинство.

## Семья
Его сыновья:
- Николай — полковник.
- Орест — генерал-лейтенант, Семипалатинский губернатор.

## Награды
Среди прочих наград Щетинин имел ордена:
- Орден Святого Владимира 4-й степени с бантом (1829 год)
- Польский знак отличия за военное достоинство (Virtuti Militari) 3-й степени (1831 год)
- Орден Святого Георгия 4-й степени (21 декабря 1832 года, № 4706 по кавалерскому списку Григоровича — Степанова)
- Орден Святой Анны 2-й степени (1839 год)